# Molophilus (Austromolophilus) subasper
Molophilus (Austromolophilus) subasper is een tweevleugelige uit de familie steltmuggen (Limoniidae). De soort komt voor in het Australaziatisch gebied.